# Der Vater meiner Schwester
Der Vater meiner Schwester ist ein deutscher Fernsehfilm des Regisseurs Christoph Stark aus dem Jahr 2005. Das Familiendrama mit Ludwig Blochberger, Katharina Schüttler und Christian Berkel in den Hauptrollen beschäftigt sich mit einem Heranwachsenden, der entdeckt, dass sein tot geglaubter Vater noch lebt und er selbst eine Halbschwester hat.

## Handlung
Der 20-jährige Paul lebt bei seiner alleinerziehenden Mutter in München. Diese hatte ihm als Kind gesagt, sein Vater sei vor seiner Geburt in Indien gestorben. Mit 17 Jahren war Paul von zuhause ausgerissen, um das Grab seines Vaters in Indien zu sehen, doch die Polizei hatte ihn am Flughafen aufgegriffen und zurück zur Mutter gebracht. Für diesen Ausreißversuch hatte Paul seine damalige Lehrstelle verloren und befindet sich nun in einer zweiten Ausbildung zum Koch, die er in Kürze abschließen soll. Sein temperamentvoller Chef scheint die einzige Vaterfigur in seinem Leben zu sein.
Wenige Wochen vor seiner Abschlussprüfung wird Paul durch ein Geständnis seiner Mutter erschüttert. Sie eröffnet ihrem Sohn zunächst, dass sie ihren Lebensgefährten bald heiraten wird und ausziehen möchte. Dann gesteht sie Paul, dass sie all die Jahre Falsches über den vermeintlich gestorbenen Vater gesagt habe. Dieser lebt in Wirklichkeit ganz in der Nähe und arbeitet als Arzt in einem örtlichen Krankenhaus. Der verstörte Paul macht das Haus seines Vaters ausfindig und sieht abends im Dunkeln, wie sich dieser dort mit seiner neuen Frau sowie einer Tochter im Wohnzimmer aufhält. Paul geht wieder weg, ohne sich zu erkennen zu geben.
An einem späteren Tag sucht Paul seinen Vater Klaus in dessen Klinik auf. Er spricht ihn an und lässt durchblicken, dass er sein Sohn ist. Beide treffen sich Tage später in Pauls Stammkneipe. Doch das Zusammentreffen verläuft nicht so, wie Paul es erhofft hatte. Sein Vater gibt sich nett und freundlich, lehnt jedoch weiteren Kontakt zu Paul ab. Seine neue Frau wisse nichts von einem unehelichen Sohn. Sollte sie hiervon erfahren, würde sie ihm wohl die jahrelangen Täuschung verübeln. Das Treffen endet, ohne dass sie ein neues Treffen vereinbaren, und für den Vater scheint die Sache erledigt zu sein. Paul beginnt nach diesem frustrierenden Erlebnis, seinem Vater nachzuspionieren.
Ins Visier nimmt er dabei besonders dessen Tochter Susa, die nur unwesentlich jünger ist als Paul selbst. Als Klaus seine Tochter mit dem Auto in die Stadt bringt, fährt Paul mit seinem Motorrad hinterher. Er folgt ihr in ein Kleidungsgeschäft, wo er sie so beobachtet, dass sie ihn für einen Verkäufer hält. Er empfiehlt ihr eine Jacke, die sie dann auch anprobiert und mit Zufriedenheit kauft. Bald trifft er sie in dieser Jacke überraschend in seinem Stammlokal wieder und spricht sie an. Seine Halbschwester zeigt Interesse an ihm, ohne zu ahnen, dass er ihr Halbbruder ist. Sie nimmt ihn auch mit zu sich nach Hause, als ihre Eltern nicht da sind. Susa ignoriert, dass Paul offensichtlich viel mehr Interesse an seiner Kollegin, der Köchin Lucy hat, und ahnt nicht, dass Paul nur glücklich darüber ist, sie, seine Halbschwester als Bindeglied zum gemeinsamen Vater kennenzulernen. Paul wünscht sich ein noch intensiveres Verhältnis zur Familie Merbold und lädt deshalb Susa mit ihren Eltern zum Essen ein. Paul, von seiner Mutter wissend, dass sein Vater Geflügel mag, bereitet als Hauptgang Wachteln vor.
In der nun folgenden Schlüsselszene des Filmes treffen die Hauptbeteiligten in Pauls Wohnzimmer zum Abendessen zusammen. Dem überraschend in diese Situation geratene Klaus passt dies überhaupt nicht, er muss aber, um sich nicht zu verraten, mitspielen. Susas Mutter, aufgeschlossen gegenüber Paul, erfährt im Gespräch von ihm, dass sich sein Vater nicht um ihn kümmert, da dieser eine Familie hat, die von ihm nichts wisse und nichts erfahren soll. Susa und ihre Mutter sind entsetzt und verurteilen diesen feigen Vater, ohne zu ahnen, um wen es sich dabei handelt. Klaus, zum Schweigen verurteilt, wird jedoch verständnisvoll von Paul, mit versteckter Belustigung, verteidigt. Paul entwickelt jedoch immer mehr Züge zur Rache. Durch Susas Liebe zu Paul kommt es schließlich zur gewaltsamen Eskalation, da Klaus befürchtet, dass es zwischen beiden zum Inzest kommt.

## Hintergrund
Der Film wurde unter dem Arbeitstitel Der Verführer von teamWorx im Auftrag des Bayerischen Fernsehens und des Südwestrundfunks sowie in Zusammenarbeit mit ARTE hergestellt. Die Drehorte lagen in Ampfing und München.
Seine Premiere hatte der Film auf dem Filmfest München am 26. Juni 2005. Der Film wurde erstmals am 23. August 2005 auf ARTE ausgestrahlt.
Die Ausgangssituation um den vaterlos aufwachsenden wirkt recht freudianisch inspiriert (Ödipuskonflikt). Der angebliche Tod in Indien deutet eine wilde (Hippie-)Vergangenheit an, von der wir nichts erfahren. Pauls abschließende List hat durchaus literarische Tradition, siehe z. B. das Barockmärchen Sapia.

## Kritik
„Jugenddrama um Lebenslügen, das Ringen um Anerkennung und Liebe und nicht zuletzt um das Recht auf Wahrheit, die bei aller Bitternis ertragen werden will.“

„Ein bedrückender Film […] Aber der von Christoph Stark sensibel inszenierte Fernsehfilm […] ist nicht allein ein Film über die kollektive Vereinsamung in unserer modernen Patchwork-Gesellschaft. Es ist vor allem ein Film über falsche Rücksichtnahmen und die fatale Langzeitwirkung gut gemeinter Lügen. […] Ein im besten Sinne theatrales Spiel, wie man es in dieser Intensität im Fernsehen nur noch selten sieht.“

## Auszeichnungen
Ludwig Blochberger wurde 2005 für den Undine Award als bester jugendlicher Charakterdarsteller nominiert. Die Casterin Nessie Nesslauer wurde 2006 für den Adolf-Grimme-Preis vorgeschlagen, unter anderem auch für ihre Besetzungsarbeit bei Der Vater meiner Schwester.